# Holger Afflerbach
 (mars 2018).
Si vous disposez d'ouvrages ou d'articles de référence ou si vous connaissez des sites web de qualité traitant du thème abordé ici, merci de compléter l'article en donnant les références utiles à sa vérifiabilité et en les liant à la section « Notes et références ».
Holger Afflerbach né le 13 septembre 1960 à Düsseldorf est un historien et auteur allemand qui enseigne actuellement (2015) à l'université de Leeds.

## Biographie
Afflerbach soutient en 1990 une thèse à l'université Heinrich Heine de Düsseldorf, effectuée sous la direction de Wolfgang J. Mommsen, sur le ministre de la guerre prussien et le chef d'état-major allemand Erich von Falkenhayn (1861-1922). Il a ensuite commencé son projet de recherche sur la Triple Alliance entre l'Italie, l'Autriche-Hongrie et l'Empire allemand dans les années 1881-1915. Ce travail a été financé par une bourse de la Fondation Alexander von Humboldt dans les années 1996-1998 et est le cœur de sa thèse d'habilitation soutenue à l'université Heinrich-Heine de Düsseldorf, où il enseigne de 1999 à 2002.
Afflerbach a reçu pendant ce temps une bourse de recherche de la Fondation Fritz Thyssen, qui lui a permis de rassembler une collection de plus de 1100 pages de sources à Wilhelm II en tant que chef suprême de la Première Guerre mondiale, en 2005 par la Commission historique de l'Académie bavaroise des sciences a été publié[pas clair]. Pour cette recherche, il a reçu une autre bourse de la Fondation Alexander von Humboldt, ce qui lui a permis de mener des recherches à l'université du Sussex en Angleterre avec le professeur John Röhl.
En 2002, Afflerbach a rejoint l'université Emory à Atlanta en Géorgie en tant que professeur d'histoire moderne allemande. En 2006, il a accepté un poste de professeur à l'université de Leeds.

## Honneurs et prix
- 2012/2013: Chercheur (Fellow) Historical College, Munich[réf. nécessaire].

## Œuvres

### Publications (sélection)
- 2015 : Le but de la Première Guerre mondiale: buts de guerre et stratégie militaire. De Gruyter Oldenburg, Berlin / Boston, Massachusetts 2015,  (ISBN 978-3-11-034622-0).
- 2013 : L'art de la défaite: une histoire de reddition. C.H. Beck Verlag, Munich 2013.  (ISBN 978-3-406-64538-9).
- 2012 : avec Hew Strachan: Comment les combats se terminent: une histoire d'abandon. Oxford University Press, Oxford / New York 2012,  (ISBN 978-0-19-969362-7).
- Introduction à la nouvelle édition de : Karl Dietrich Erdmann (éd.) : Kurt Riezler : Journaux, essais, documents. Vandenhoeck & Ruprecht, Göttingen 2008,  (ISBN 978-3-525-35817-7).
- 2005, en tant que rédacteur en chef et éditeur : Kaiser Wilhelm II en tant que chef de guerre suprême dans la Première Guerre mondiale: sources de l'environnement militaire de l'empereur 1914-1918. Oldenbourg Verlag, Munich,  (ISBN 3-486-57581-3).
- 2003 : The Unleashed Sea: L'histoire de l'Atlantique, Piper Verlag, Munich / Zurich,  (ISBN 3-492-23989-7).
- 2002 : La Triple Alliance: Grande puissance européenne et politique d'alliance avant la première guerre mondiale. Böhlau Verlag, Vienne / Cologne / Weimar,  (ISBN 3-205-99399-3).
- 1998 : Le Reich allemand, la politique d'alliance de Bismarck et le maintien de la paix européen avant 1914. Friedrichsruher Beiträge, volume 2; Fondation Otto von Bismarck, Friedrichsruh,  (ISBN 3-933418-00-3).
- 1997 : en tant qu'éditeur avec Christoph Corneliben: Gagnant et vaincu: Réorientation matérielle et idéologique après 1945. Francke, Tübingen / Basel,  (ISBN 3-7720-2407-6). (Culture et Connaissance, Volume 16)
- 1996 : Falkenhayn: Pensée politique et agir dans l'Empire. 2e édition Oldenbourg Verlag, Munich,  (ISBN 3-486-56184-7).

### Participations à
- Gerhard Hirschfeld (éd.): Encyclopédie de la Première Guerre mondiale. Éditeur Schöningh, Paderborn 2003,  (ISBN 3-506-73913-1).